# Barboursville (casa)
Barboursville era un palazzo, oggi in rovina, di James Barbour, situato a Barboursville, in Virginia. Barbour fu senatore degli Stati Uniti, segretario alla Guerra degli Stati Uniti e governatore della Virginia. Oggi si trova all'interno della proprietà di Barboursville Vineyards. La casa fu progettata da Thomas Jefferson, presidente degli Stati Uniti e amico e alleato politico di Barbour. Le rovine sono inserite nel National Register of Historic Places .

## Storia

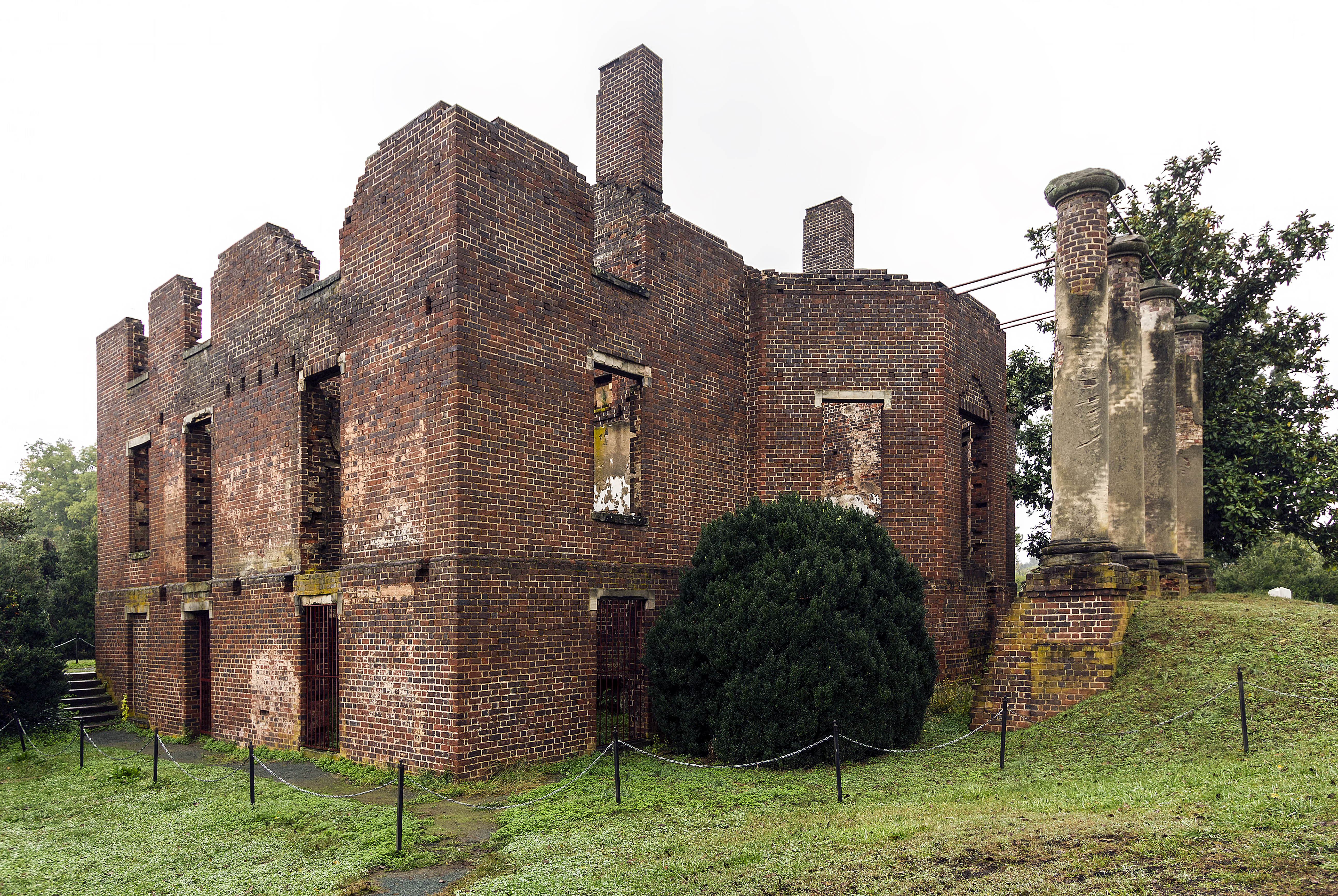
Rovine nel 2013.

Fino al giorno dell'incendio che la distrusse il giorno di Natale del 1884, la casa di Barbour rimase sostanzialmente invariata rispetto al progetto di Thomas Jefferson, realizzato intorno al 1822. Jefferson la progettò in stile neo-palladiano, all'epoca molto in voga.
Solo due portici laterali a un piano sembrano essere state aggiunte successivamente. Nonostante le dimensioni imponenti, la casa conteneva solo otto stanze principali, poiché ingresso, salone e sala da pranzo occupavano due piani di altezza. La facciata d'ingresso presentava un portico tetrastilo dorico romano sporgente che copriva la parete anteriore incassata dell'ingresso. Sul retro, verso il giardino, le pareti del salone ottagonale sporgevano in un portico simile, come a Monticello .
La cupola ottagonale proposta da Jefferson nel suo disegno venne omessa durante la costruzione; non è chiaro se la ringhiera a graticcio cinese presente nel disegno di Jefferson intorno alla base del tetto sia mai stata installata. Sebbene la sala da pranzo non avesse una camera soprastante, Jefferson indicò una finestra finta al secondo piano per mantenere la simmetria della facciata posteriore. Questo elemento non venne realizzato e di conseguenza conferì a quel lato della casa un aspetto sbilanciato. Ci sono poche informazioni sull'aspetto delle decorazioni architettoniche interne originali.
A nord della villa si trovano due edifici di servizio che oggi fungono da locanda per gli ospiti di Barboursville Vineyards. Si ritiene che queste strutture siano state costruite intorno al 1790 e che James Barbour le abbia abitate fino al completamento della residenza principale. Costruite sul pendio di una collina, appaiono come edifici a un piano sul lato frontale, mentre sul retro presentano gallerie con colonne che si sviluppano su due piani.
La tenuta di Barbour è rinomata per i suoi bossi insolitamente grandi e pregiati, che prosperano rigogliosi nei giardini immediatamente circostanti la casa principale. Una parte dei giardini era un tempo delimitata da un muro serpentino simile a quelli progettati da Thomas Jefferson per i giardini dell'Università della Virginia.

## Oggi
Barboursville è stata inserita nel National Register of Historic Places il 12 novembre 1969. Il ruolo di architetto di Thomas Jefferson e la finezza del progetto, ancora visibili nonostante lo stato di rudere, sono stati i fattori principali che hanno portato all'iscrizione della proprietà nel registro. Barboursville è inoltre inclusa nel Madison-Barbour Rural Historic District.
Il rudere si trova all'interno della proprietà dei Barboursville Vineyards e può essere ammirato dai visitatori della cantina. Durante le serate estive, presso il sito archeologico vengono allestiti spettacoli teatrali e musicali.